# Eurazja
Eurazja (nienormatywna forma: Euroazja) – zbiorcze określenie na obszary Europy i Azji, obejmujące powierzchnię około 55 mln km², zamieszkane przez 4,918 mld ludzi, co stanowi 70,65% ludności świata (z czego 60,25% zamieszkuje Azję). Kontynent eurazjatycki dzieli się umownie na Europę i Azję, określane tradycyjnie mianem kontynentów (Europa, tak samo jak Półwysep Indyjski, jest raczej subkontynentem Eurazji). Termin Eurazja wprowadzono w XIX wieku w celu podkreślenia ścisłego połączenia Azji z Europą.
Problem podziału na Europę i Azję nie jest łatwy, szczególnie tam, gdzie brakuje wyraźnych granic naturalnych. Współcześnie przyjmuje się najczęściej, że granica ta przebiega wzdłuż wschodnich podnóży gór Uralu, rzeki Emby, północnym wybrzeżem Morza Kaspijskiego, Obniżeniem Kumsko-Manyckim do ujścia Donu do Morza Azowskiego, dalej Cieśniną Kerczeńską, przez Morze Czarne, cieśninę Bosfor, Morze Marmara, cieśninę Dardanele, po wschodnie wybrzeże Morza Egejskiego. Różne źródła podają różny przebieg granicy, a jedynymi powszechnie przyjętymi jej elementami są góry Ural i cieśnina Bosfor.
Eurazja spośród wszystkich lądów Ziemi wyróżnia się dużymi kontrastami ukształtowania. To tu występują najwyższe łańcuchy górskie, wysokie i rozległe wyżyny, wielkie niziny i największe depresje. Również pod względem kulturowo-politycznym Eurazja jest niezwykle zróżnicowana. Leżą na niej najbogatsze (Szwajcaria) i najbiedniejsze (Jemen) państwa świata, najbardziej totalitarne dyktatury (Korea Północna) i gospodarcze potęgi (Niemcy, Japonia), najgęściej (Bangladesz) i najrzadziej (Mongolia) zaludnione państwa.

## Najbardziej wysunięte punkty Eurazji
- na północ – 81° 47′ N – Rosja (Wyspa Rudolfa)
- na południe – 1° 16′ N – Malezja (przylądek Piai)
- na zachód – 9° 30′ W – Portugalia (przylądek Roca)
- na wschód – 169° 40′ W – Rosja (przylądek Dieżniowa)